# Командный чемпионат СССР по лёгкой атлетике 1990
Командный чемпионат СССР по лёгкой атлетике 1990 года проходил с 10 по 12 августа в Брянске на стадионе «Десна».
Единственный раз в течение одного сезона было два чемпионата СССР: личный — 5—7 июля в Киеве и командный в Брянске. Главный судья — В. Слепченко (Ростов-на-Дону), всесоюзная категория.

## Результаты

### Команды
- РСФСР-I 65416
- УССР 65133
- Москва 60274
- БССР-56610
- Ленинград 54791